# 日本航空471號班機空難
日本航空471號班機是日本航空一班的來回廊曼國際機場至英迪拉·甘地國際機場定期航班，1972年6月14日，一架道格拉斯DC-8客機墜毀於英迪拉·甘地國際機場附近的亞穆納河畔，造成机上86人及地面4人死亡 。

## 原因
日方调查人员称事故由错误的下滑道信号所致，而印方称事故原因是机组人员忽视下降程序和仪表指示，在未看清跑道时急于下降。